# Mari Pili Barreda
María del Pilar Barreda Vega-Peña (Lima, 5 de abril de 1969), más conocida como Mari Barreda (o Mari Pili Barreda) es una actriz y presentadora peruana. Se desempeña como productora de eventos infantiles en “Sueños & Magia”, coach en “Repotencia tu yo” y acting coach.

## Filmografía

### Televisión

#### Series y telenovelas
| Año       | Título                    | Personaje                        | Notas                                              | Difusión                    | Ref. |
| --------- | ------------------------- | -------------------------------- | -------------------------------------------------- | --------------------------- | ---- |
| 1991      | Velo negro, velo blanco   | Cleo                             | Principal                                          |                             |      |
| 1992–1993 | Fandango                  | Paula                            | Protagonista                                       |                             |      |
| 1994–1995 | Gorrión                   | Susana Valdeavellano             | Antagonista principal                              | Panamericana Televisión     |      |
| 1995      | Canela                    | Novicia Roxana                   | Reparto principal                                  | Panamericana Televisión     |      |
| 1996–1997 | Lluvia de arena           | Lucero                           |                                                    |                             |      |
| 1997      | Leonela, muriendo de amor | Claudia                          | Reparto principal                                  | América Televisión          |      |
| 1999–2000 | Girasoles para Lucía      | Carlota                          | Reparto principal                                  | Frecuencia Latina           |      |
| 1999–2000 | María Emilia, querida     | Norma                            | Reparto principal                                  | América Televisión          |      |
| 2000–2001 | Pobre diabla              | Niní                             | Reparto principal                                  | América Televisión          |      |
| 2000–2001 | Milagros                  | Raquel Echevarría Romero (joven) | Reparto principal                                  | América Televisión          |      |
| 2000–2001 | Milagros                  | Melissa Wilson Echevarría        | Reparto principal                                  | América Televisión          |      |
| 2001–2002 | Soledad                   | Beatriz Aguilar                  | Reparto principal                                  | América Televisión          |      |
| 2003–2006 | Teatro desde el teatro    |                                  |                                                    | América Televisión          |      |
| 2004–2005 | Tormenta de pasiones      | Nora López Arnao                 | Reparto principal                                  | Panamericana Televisión     |      |
| 2012      | Cielo dividido            | Ericka                           |                                                    |                             |      |
| 2013      | Botadero                  | Claudia                          |                                                    |                             |      |
| 2015      | Al fondo hay sitio        | Bárbara Áurich                   | Reparto recurrente                                 | América Televisión          |      |
| 2015      | Acusados                  | Victoria Gadea                   | Invitada principal                                 |                             |      |
| 2016–2017 | El regreso de Lucas       | Nancy Mezzonet                   | Reparto principal                                  | Telefe y América Televisión |      |
| 2018      | Cumbia pop                | Martha Eizaguirre de la Borda    | Reparto principal                                  | América Televisión          |      |
| 2020      | La rosa de Guadalupe Perú | Juliana                          | Antagonista (Episodio: «La piscina de los deseos») | América Televisión          |      |

#### Programas
| Año  | Título                        | Rol            | Ref. |
| ---- | ----------------------------- | -------------- | ---- |
| 1991 | Buscando a la paquita peruana | Presentadora   |      |
| 2010 | La Beca                       | Copresentadora |      |

### Cine
| Año  | Título                      | Personaje                  | Notas                                         | Ref. |
| ---- | --------------------------- | -------------------------- | --------------------------------------------- | ---- |
| 2004 | En la hora del silencio     | Sofía                      | Cortometraje                                  |      |
| 2004 | Doble Juego                 | Laura                      | Nominada a mejor actriz por los Premios Luces |      |
| 2005 | Piratas en el Callao        | Miss Carito                | Voz                                           |      |
| 2017 | Django: Sangre de mi sangre | María Pía Gonzales Larraín |                                               |      |
| 2018 | Utopía, la película         | Pilar Hormazábal           |                                               |      |

## Teatro
- Cómo vivir sin un hombre... y no morir en el intento como Mari Pili.
- A Chorus Line como Judy Monroe / Casey.
- La Alegría de Navidad como Estrella.
- El matrimonio perjudica seriamente la salud (Coreógrafa).
- Rapunzel como Rapunzel.
- El Mago del País de las Maravillas como la Bruja Mala del Oeste.
- Tus amigos nunca te harían daño como Claudia.
- El Principito (Producción y preparación actoral de niños).
- El Sombrero Mágico de Giorhini (Dramaturgia y Dirección).
- La Bella Durmiente como Aurora (Actriz y coreógrafa).
- Cabaret (2009) (Producción y Diseño de maquillaje y peinado).
- Chicago (2012) (Asistente de Dirección).
- El Chico de Oz (2013) (Coaching actoral de los niños y Asistencia de Dirección)
- Dos reinas y media (2013) como la Princesa Diana de Gales.
- Annie (2013) como Grace Farrell
- Mujeres Ligeras en Kontenedores (2014)
- Reina por un día (2018-2019) como Julia.
- Por Chabuca 2 (2022)